# 玻色氣體

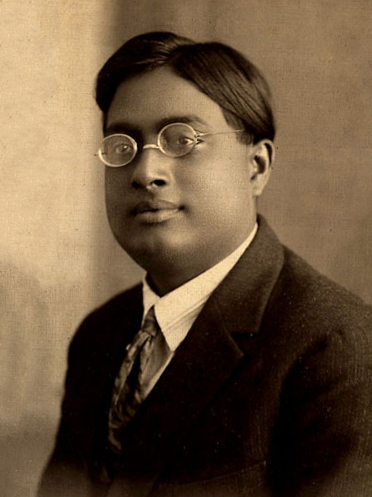
薩特延德拉·玻色

玻色氣體（英語：Bose gas）是一個經典的理想氣體的量子力學模型。其概念相似於費米氣體。
結合薩特延德拉·玻色和愛因斯坦共同提出的理想的玻色氣體，指的是在足夠低的溫度下〈接近0K〉一群玻色子會形成所謂的固化物。但這樣的行為和古典的理想氣體不同。而固化物的形成即所認知的玻色–愛因斯坦凝聚。

## 發展簡史
玻色子具有整數自旋，並遵守玻色-愛因斯坦統計。薩特延德拉·納特·玻色闡明了光子的表現，並為統計力學遵從量子規則的微系統提供了機會，1924年寫了一篇推導普朗克量子輻射定律的論文寄給當時在德國的愛因斯坦，愛因斯坦意識到這篇論文的重要性，並將其擴展到不同的經典理想氣體的宏觀粒子，不但親自把它翻譯成德語，還以玻色的名義把論文遞予名望頗高的《德國物理學刊》（"Zeitschrift für Physik"）發表。

## 延伸閱讀
- 費米氣體
- 全同粒子
- 盒中氣體
- 德拜模型
- 玻色子
- 玻色-愛因斯坦統計
- 玻色–愛因斯坦凝聚